# Australomimetus dunlopi
Australomimetus dunlopi là một loài nhện trong họ Mimetidae.
Loài này thuộc chi Australomimetus. Australomimetus dunlopi được miêu tả năm 2009 bởi Harms & Harvey.